# 계룡중학교 (대전)
계룡중학교(鷄龍中學校)는 대전광역시 동구 삼성1동에 있었던 사립 중학교이다.

## 연혁
- 1949년 10월 15일 : 덕소철도학교 설립 인가
- 1956년 2월 28일 : 덕소중학교로 교명 변경
- 1966년 4월 12일 : 중도중학교로 교명 변경
- 1977년 7월 5일 : 계룡중학교로 교명 변경
- 2007년 2월 28일 : 폐교

## 폐교 이후
폐교 이후, 계룡중학교 교사는 현재 계룡디지텍고등학교의 도봉교육관으로 바뀌었다.

## 같이 보기
- 계룡디지텍고등학교